# Calamorhabdium
Calamorhabdium — рід змій родини полозових (Colubridae). Представники цього роду є ендеміками Індонезії.

## Види
Рід Calamorhabdium нараховує 2 види:
- Calamorhabdium acuticeps Ahl, 1933
- Calamorhabdium kuekenthali Boettger, 1898

## Етимологія
Наукова назва роду Calamorhabdium походить від сполучення наукових назв родів Calamaria Boie, 1827 і Rhabdophidium Boulenger, 1894 або Pseudorhabdium Boulenger, 1894.